# Crédit Agricole
Crédit Agricole SA (CASA) är den största banken i Frankrike, den näst största i Europa och den åttonde största i världen enligt tidningen The Banker.

## Struktur
Crédit Agricole SA är en till hälften kooperativ bank och är majoritetsägd av franska Caisses Régionales de Crédit Agricole Mutuel. Dotterbolagen är följande:
- Calyon, Crédit Agricoles investmentavdelning
- Calyon Financial
- CLSA
- Predica och Pacifica, försäkringsavdelning
- LCL (hette förut Crédit Lyonnais)

### Nyckeltjänster
Genom dess dotterbolag erbjuder Crédit Agricole SA bland annat följande tjänster:
- Fransk bankservice
- Internationell bankservice
- Specialiserad finansiell service

## Marknadsnärvaro
Genom alla sina dotterbolag har Crédit Agricole SA tillgång till 21 miljoner kunder och verksamhet i över 60 länder.